# Зеленская, Елена Эмильевна
Еле́на Эми́льевна Зеле́нская (род.  Баку, Азербайджанская ССР, СССР) — советская и российская оперная певица (сопрано), педагог, солистка Большого театра с 1996 года. Народная артистка РФ (2001)

## Биография
Родилась 1 июня 1961 года в Баку.
В 1979—1984 гг. обучалась в Бакинской государственной консерватории им. У. Гаджибекова (класс профессора Г. К. Керимова).
В 1987—1991 гг. — солистка Государственного академического театра оперы и балета Азербайджанской ССР им. Ахундова.
В 1991—1996 гг. — солистка Московского театра «Новая опера».
В 1992—1996 гг. выступала в Венской камерной опере в партиях Графини в опере «Свадьба Фигаро» и Донны Эльвиры в опере «Дон Жуан» В. А. Моцарта.
В 1994 году дебютировала в Большом театре в партии Флории в опере «Тоска» Дж. Пуччини.
В 1996 году принята в Большой театр России
В 1998—2001 гг. выступала на Международном оперном фестивале в г. Савонлинна (Финляндия), где исполняла партии Леоноры ("Сила судьбы" Дж.Верди) и Аиды ("Аида" Дж.Верди)
В 1998 году исполнила партию Стефаны в опере Джордано «Сиберия» на Международном фестивале в Вексфорде (Ирландия).
В 1999 году приглашена в Дойче Оперу на Рейне (Дюссельдорф) , а также в Берлинскую Дойче Опере на партию Аиды в одноименной опере Дж. Верди, 
В 2000 году исполнила партию Леоноры («Сила Судьбы» Дж. Верди) в Датской Королевской Опере.
В 2001 году исполнила партию Амелии в опере Дж.Верди "Бал-маскарад" ,и в 2006 году партию Леоноры в опере  "Сила Судьбы" Дж.Верди  в Метрополитен Опера ,(США) 
В 2003 году исполнила партию Тоски в одноименной опере Дж.Пуччини на Международном Оперном фестивале в Эдинбурге  и Шотландской Королевской Опере (Шотландия), 
а также в Королевской  Опере Ла Монне (Брюссель)
В 2005 году была номинирована на национальную театральную премию «Золотая маска» за лучшую женскую роль в опере «Макбет» Дж. Верди (в партии Леди Макбет).
А также принимала участие в постановках и премьерах  в таких театрах ,как Гранд Опера Лисео (Барселона), Опера-Манхайм (Германия), Нью-Израиль Опера, Эрфурт Опера,
Бремен Опера, Сингапур, Франкфурт Опера, Ла Фениче (Венеция), Сиэтл (США), Люцерн (Швейцария), Нюрнберг, Мальта, Ницца Опера, Парижская Национальная Опера (Франция,Париж)

## Партии
- Тоска («Тоска» Дж. Пуччини)
- Графиня Розина («Свадьба Фигаро» В. А. Моцарта)
- Лиза («Пиковая дама» П. Чайковского)
- Амелия («Бал-маскарад» Дж. Верди)
- Аида («Аида» Дж. Верди)
- Ярославна («Князь Игорь» А. Бородина)
- Наталья («Опричник» П. Чайковского)
- Татьяна («Евгений Онегин» П. Чайковского)
- Наташа («Русалка» А. Даргомыжского)
- Абигайль («Набукко» Дж. Верди)
- Купава («Снегурочка» Н. Римского-Корсакова)
- Леонора («Сила судьбы» Дж. Верди)
- Леди Макбет («Макбет» Дж. Верди)
- Турандот («Турандот» Дж. Пуччини)
- Екатерина Львовна Измайлова («Леди Макбет Мценского уезда» Д. Шостаковича)
- Рената («Огненный ангел» С. Прокофьева)
- Сента («Летучий голландец» Р. Вагнера)
- Эболи («Дон Карлос» Дж. Верди)
- Елизавета ("Дон Карлос" Дж.Верди)
- Одабелла ("Аттила" Дж.Верди)
- Дездемона ("Отелло" Дж.Верди)
- Анна ( "Виллисы" Дж.Пуччини)
- Мими( "Богема" Дж.Пуччини)
- Мини ( "Девушка с Запада" Дж.Пуччини)
- Сантуцца ( "Сельская честь" П.Масканьи)
- Валли ( "Валли" А.Каталани)
- Елизавета ( "Мария Стюарт" Г.Доницетти)
- Джоконда ("Джоконда" А.Понкьелли )
- Маддалена ("Андре Шенье" У.Джордано)

## Дискография
- 1995 — сборник классических арий «Традиция» с Российским камерным оркестром.
- 1996 — «Евгений Онегин» П. Чайковского, партия Татьяны, дирижер С. Фридман.
- 2000 — «Русалка» А. Даргомыжского, партия Наташи, дирижер М. Эрмлер, Большой театр, DVD.
- 2000 — «Аида» Дж. Верди, партия Аиды, VHS, Большой театр.
- 2001 — Реквием Дж. Верди, партия сопрано, дирижер М. Эрмлер.
- 2006 — «Мария Стюарт» Г. Доницетти, партия Елизаветы, дирижер Е. Колобов (запись 1993 г.).
- 2017 --  "Шостакович,Вокальные циклы"  фирма  " Мелодия"

## Награды
- Народная артистка РФ (2001)[3]
- Заслуженная артистка РФ (1995)
- Лауреат конкурса вокалистов им. Глинки (2 премия, 1991)
- Лауреат Международного конкурса оперных певцов им. Римского-Корсакова (Гран-при и 1 премия, 1994)
- Лауреат Премии Правительства РФ в области литературы и искусства (2017)